# ناحیه ناریل
ناحیه ناریل (به لاتین: Narail District) یک ناحیه در بنگلادش است که در استان کولنا واقع شده‌است.

## خصوصیات
ناحیه ناریل ۹۹۰٫۲۳ کیلومترمربع مساحت و ۷۲۱٬۶۶۸ نفر جمعیت دارد.